# Campionato europeo di taekwondo 2004
Il XV Campionato Europeo di Taekwondo si è disputato a Lillehammer, in Norvegia, tra il 2 e il 5 maggio 2004.

## Medagliati

### Maschile
| Specialità | Oro                             | Argento                     | Bronzo                                                         |
| -54 kg     | Paul Green Regno Unito          | Seifula Magomedov Russia    | Kadir Dolaş Turchia / Pedro Póvoa Portogallo                   |
| 58 kg      | Juan Antonio Ramos Spagna       | Elnur Amanov Azerbaigian    | Rakesh Debipersad Paesi Bassi / Ludovic Vo Francia             |
| 62 kg      | Omar Badía Spagna               | Maxim Boitsov Ucraina       | Aziz Bartal Francia / Ümit Köse Turchia                        |
| 67 kg      | Niyamaddin Pashayev Azerbaigian | Matija Šantić Croazia       | Erdal Aylanc Germania / Raphaël Decius Francia                 |
| 72 kg      | Ertan Baştuğ Turchia            | Carlo Molfetta Italia       | Tommy Mollet Paesi Bassi / Joni Viitanen Svezia                |
| 78 kg      | Rosendo Alonso Spagna           | Christophe Négrel Francia   | Rashad Agmadov Azerbaigian / Thijs Oude Luttikhuis Paesi Bassi |
| 84 kg      | Bruno Ntep Francia              | Patrick Stevens Paesi Bassi | Tavakgül Bayramov Azerbaigian / Bahri Tanrıkulu Turchia        |
| +84 kg     | Rubén Montesinos Spagna         | Pascal Gentil Francia       | Ken Holter Norvegia / Mići Kuzmanović Croazia                  |

### Femminile
| Specialità | Oro                              | Argento                     | Bronzo                                                      |
| -47 kg     | Brigitte Yagüe Spagna            | Adamadia Psallida Grecia    | Sara Abdel Wahab Italia / Kadriye Selimoğlu Turchia         |
| 51 kg      | Nevena Lukic Austria             | Jennifer Delgado Spagna     | Charlene Mongelard Regno Unito / Hanna Zajc Svezia          |
| 55 kg      | Zeynep Murat Turchia             | Sandra Nitschke Germania    | Margarita Mrktchyan Russia / Carine Zelmanovitch Francia    |
| 59 kg      | Gwladys Épangue Francia          | Hamide Bıkçın Tosun Turchia | Cristiana Corsi Italia / Liudmila Zheronkina Bielorussia    |
| 63 kg      | Miet Filipović Croazia           | Muriel Bujalance Spagna     | Esther Scholten Germania / Joyce van Baaren Paesi Bassi     |
| 67 kg      | Sibel Güler Turchia              | Ivone Lallana Spagna        | Ekaterina Arutiunian Russia / Sararitoula Pagonaki Grecia   |
| 72 kg      | Alesia Cherniavskaya Bielorussia | Aitziber los Arcos Spagna   | Ekaterina Nazarova Russia / Laurence Rase Belgio            |
| +72 kg     | Nataša Vezmar Croazia            | Sarah Stevenson Regno Unito | Yvonne Oude Luttikhuis Paesi Bassi / Kiriaki Kouvari Grecia |

## Medagliere
Medagliere finale della competizione:
| Posizione | Paese       | Oro | Argento | Bronzo | Totale |
| --------- | ----------- | --- | ------- | ------ | ------ |
| 1         | Spagna      | 5   | 4       | 0      | 9      |
| 2         | Turchia     | 3   | 1       | 4      | 8      |
| 3         | Francia     | 2   | 2       | 4      | 8      |
| 4         | Croazia     | 2   | 1       | 1      | 4      |
| 5         | Azerbaigian | 1   | 1       | 2      | 4      |
| 6         | Regno Unito | 1   | 1       | 1      | 3      |
| 7         | Bielorussia | 1   | 0       | 1      | 2      |
| 8         | Austria     | 1   | 0       | 0      | 1      |
| 9         | Paesi Bassi | 0   | 1       | 5      | 6      |
| 10        | Russia      | 0   | 1       | 3      | 4      |
| 11        | Germania    | 0   | 1       | 2      | 3      |
| 11        | Grecia      | 0   | 1       | 2      | 3      |
| 11        | Italia      | 0   | 1       | 2      | 3      |
| 14        | Ucraina     | 0   | 1       | 0      | 1      |
| 15        | Svezia      | 0   | 0       | 2      | 2      |
| 16        | Belgio      | 0   | 0       | 1      | 1      |
| 16        | Norvegia    | 0   | 0       | 1      | 1      |
| 16        | Portogallo  | 0   | 0       | 1      | 1      |
|           | TOTALE      | 16  | 16      | 32     | 64     |